# Jade Tailor
Jade Tailor, cuyo nombre real es Jessica Lee Kravich, es una actriz estadounidense de cine y televisión, conocida principalmente por su papel como Kady en la serie televisiva The Magicians.

## Carrera
Tailor interpretó al personaje de Kady en la serie de SyFy The Magicians, basada en la trilogía homónima de libros de Lev Grossman, teniendo un papel protagonista desde la segunda temporada.
Jade Tailor también ha interpretado papeles recurrentes en la serie Asesinato en el primero de TNT y en la serie de la NBC Acuario. Tailor ha también ha aparecido en papeles invitados en Vega y True Blood, entre otros.
En cine, Tailor encarnó a Heather Steadman en la película de 2018 Poder más Alto, un thriller de ciencia ficción sobre una persona normal que adquiere el poder de un semidios. También ha protagonizado los thrillers Cam2Cam y Percepción Alterada.
En 2010, tuvo un papel protagonista en Karma, una película india realizada en lengua telugu, dirigida por Adivi Sesh. Con respecto a su actuación, un crítico señaló que "Hay que felicitar a Jade Tailor por actuar en una película en telugu. Hizo todo lo posible para encajar en una película que trata de la mitología india".

## Vida personal
Jade Tailor habla hebreo y su padre es un empresario israelí.  Su madre, Sally Pansing Kravich, fue actriz en los años 70 y actualmente ejerce de nutricionista holística. Finalmente, su hermano, Shawn Kravich, es abogado.
Es amante de los animales, teniendo dos gatos, Lolli y Puppy, y un perro llamado Suki.

## Filmografía

### Películas
| Año  | Título                                         | Función          | Notas                           |
| ---- | ---------------------------------------------- | ---------------- | ------------------------------- |
| 2007 | Un día perfecto                                | Angel / Hermana  | Cortometraje                    |
| 2007 | Rex Buster                                     | Jennifer         | Cortometraje                    |
| 2007 | Estás tan muerto                               | Nicole           |                                 |
| 2008 | Las Crónicas de Curtis Tucker: Dejando ir      | Angel            | Cortometraje                    |
| 2008 | Las Crónicas de Curtis Tucker: Había una chica | Angel            | Cortometraje                    |
| 2008 | Rollo oscuro                                   | Laura            | Uncredited                      |
| 2009 | Una camino largo hasta el hogar                | Kristine         | Cortometraje                    |
| 2010 | La Tercera Regla                               | Boa              | Cortometraje                    |
| 2010 | En mi sueño                                    | Niñera           |                                 |
| 2010 | Karma                                          | Padma            | Película india en lengua telugu |
| 2011 | Perdiendo el control                           | Gypsy LaRue      |                                 |
| 2012 | Día de boda                                    | Jasmine          |                                 |
| 2012 | Y deja a Dios hacer el resto                   | Megan Cesa       | Cortometraje                    |
| 2013 | No pases de largo                              | Dee Williams     |                                 |
| 2014 | Cam2Cam                                        | Lucy             |                                 |
| 2015 | El ángel renegado del cielo                    | Tim Tam          | Cortometraje                    |
| 2016 | Salvaje por la noche                           | Ivy              |                                 |
| 2018 | Poder superior                                 | Heather Steadman |                                 |
| 2018 | Héroe de la gramola                            | Kiva             |                                 |

2020
"El pecado de la infidelidad"

### Televisión
| Año       | Título                 | Función          | Notas           |
| --------- | ---------------------- | ---------------- | --------------- |
| 2007      | La escapada            | Angie            | 1 episodio      |
| 2010      | True Blood             | Anne             | 1 episodio      |
| 2012      | El vagabundo invisible | Alice Kinkade    | 2 episodios     |
| 2013      | Vega                   | Crystal Le Croix | 1 episodio      |
| 2015      | Aquarius               | Rachel           | 2 episodios     |
| 2015      | Murder in the First    | Alyssa           | 5 episodios     |
| 2015      | Raymond & Lane         | Jade             | 2 episodios     |
| 2015–2020 | The Magicians          | Kady Orloff-Diaz | Papel principal |